# Karen Hughes
Karen Parfitt Hughes, född 27 december 1956 i Paris, är journalist och politisk rådgivare. Hon var medlem av George W. Bushs administration.
Hughes arbetade med Bush sedan 1994, först som ledare för hans kampanj inför guvernörsvalet i Texas och sedan som rådgivare under 2001-02 då Bush var president. Hon lämnade Vita huset 2002 och återvände till Texas men arbetade med White House Iraq Group, en grupp som skulle försöka öka allmänhetens stöd för Irakkriget. I augusti 2004 återvände hon på heltid till sitt arbete hos Bush och hade hand om hans omvalskampanj. 
I mars 2005 nominerade Bush henne till Undersecretary of State for Public Diplomacy med rank som ambassadör och som jobb att ändra utlänningars syn på USA. Senaten bekräfta hennes nominering i juli samma år. Hon avgick i oktober 2007 och sitter nu i styrelsen för pr-bolaget Burson-Marsteller.